# Ла-Рабида (монастырь)
Санта-Мария-де-Ла-Ра́бида или Ла-Ра́бида (исп. Monasterio de de Santa María de la Rábida) — францисканский монастырь в испанском городе Палос-де-ла-Фронтера (провинция Уэльва).
Монастырь находится на возвышенности, с видом на слияние рек Рио-Тинто и Одьель в Уэльве. Францисканцы основали первое монастырское поселение в 1261 году. Здания комплекса, строительство которого продолжалось до XV века, сочетают в себе элементы готического стиля и мудехара. Площадь помещений составляет 1858 м².
В 1412 году Ла-Рабида была расширена за счёт мусульманской цитадели, с этого начинается её официальная история. В середине XV века здесь жил один из ведущих астрономов и космографов своей эпохи монах по имени Антонио де Марчена. Монастырь также известен тем, что незадолго до своего отплытия в нём проживал Христофор Колумб, которого Марчена убедил в реальности задуманного Колумбом плавания в Индию через Атлантику.  В 1528 году на территории Ла-Рабиды похоронен конкистадор и участник покорения Мексики Гонсало де Сандоваль.
В 1856 году монастырь Санта-Мария-де-Ла-Рабида был объявлен национальным памятником, а позже испанский художник Даниэль Васкес Диас расписал его стены фресками, рассказывающими о покорении Америки.